# Yvo Joordens
Yvo Joordens (Sittard, 10 september 1968) is een Nederlands voormalig profvoetballer. Hij begon zijn profloopbaan in 1991 bij MVV Maastricht. De rechtsbenige middenvelder speelde 9 seizoenen voor MVV. Het seizoen 1999/2000 was het laatste seizoen voor Joordens. Hij eindigde zijn carrière met 237 wedstrijden op het hoogste niveau van Nederland. Joordens wist hier in totaal 31 keer te scoren.
Na zijn voetballoopbaan werd hij wiskundedocent en woont in Born.